# Kwieta
Kwieta – imię żeńskie pochodzenia łacińskiego, oznaczające „spokojna”. Patronką tego imienia jest św. Kwieta, wspominana według jednych źródeł wspólnie ze św. Teodorą, zaś zgodnie z innymi – ze św. Hilarym, swoim mężem.
Kwieta imieniny obchodzi 28 listopada.
Znane osoby noszące to imię:
- Květa Peschke, czeska tenisistka